# Грибовы Дворы
Грибовы Дворы — деревня в Карачевском районе Брянской области, в составе Карачевского городского поселения. 

Расположена в 4 км от восточной окраины города Карачева, у шоссе А141 Брянск—Орёл. 
 Население — 338 человек (2010).

## История
Возникла в XIX веке как постоялые дворы на Орловском тракте; с 1861 года входила в Драгунскую волость Карачевского уезда. С 1925 года в составе Карачевской волости, с 1929 в Карачевском районе.
С 1930-х гг. до 2005 года — в Первомайском сельсовете (центр — деревня Масловка). В 1964 году в состав деревни включен посёлок Посадский (западная часть нынешней деревни).
| Годы      | 1926 | 1979 | 1989 | 2002 | 2010 |
| --------- | ---- | ---- | ---- | ---- | ---- |
| Население | 77   | 351  | 314  | 336  | 338  |